# Wolff-Dietrich Webler

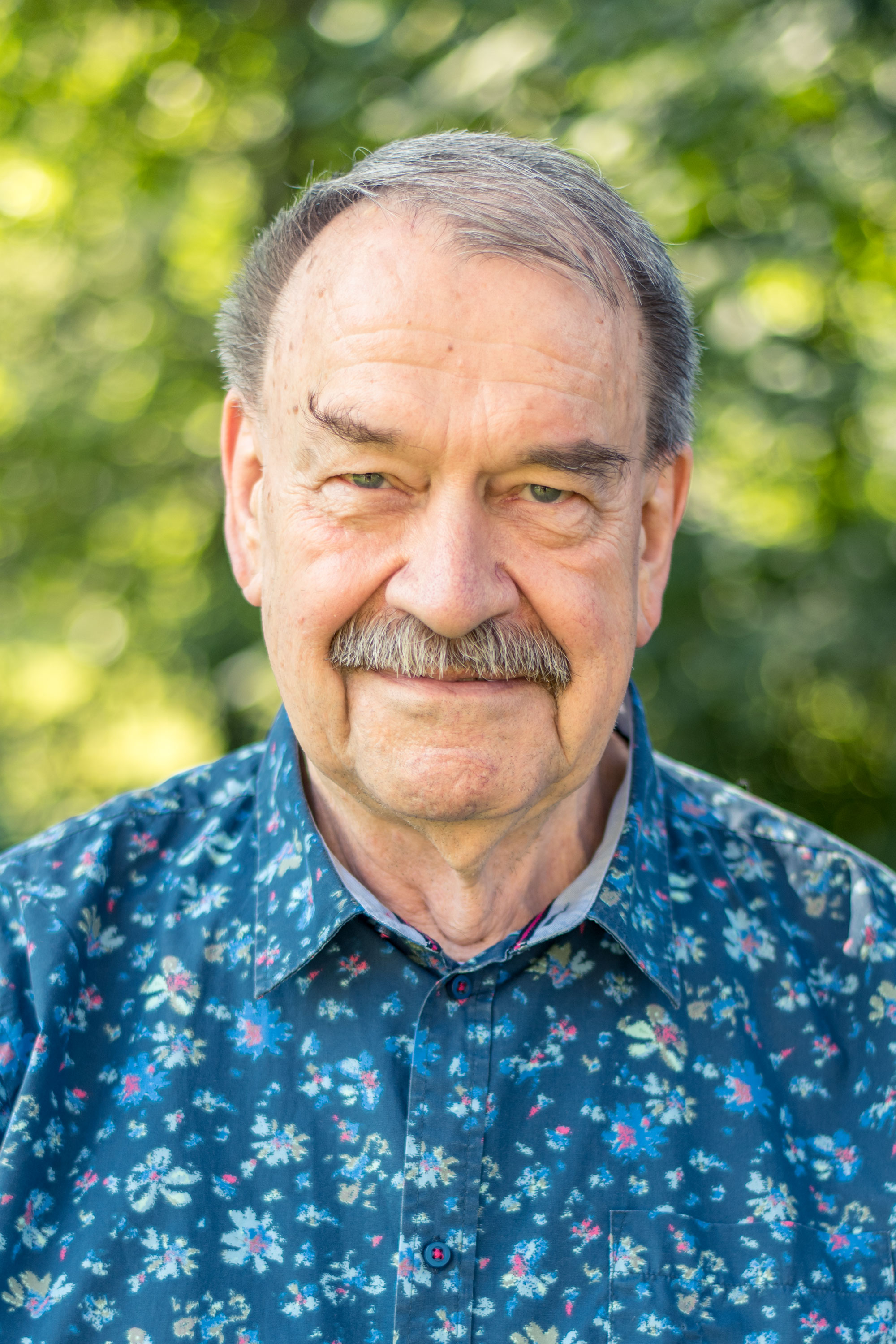
Wolff-Dietrich Webler (2024)

Wolff-Dietrich Webler (* 28. April 1940 in Berlin) ist ein deutscher Soziologe und Historiker (Schwerpunkt Wissenschafts- und Bildungsforschung von der Mikroebene der Lehr-, Lern- und Erkenntnisprozesse bis zur Makroebene internationaler Systemvergleiche) sowie Verleger (UniversitätsVerlagWebler in Bielefeld).

## Leben
Wolff-Dietrich Webler studierte von 1965 bis 1972 im Doppelstudium Geschichte und Soziologie mit den Nebenfächern Öffentliches Recht sowie Pädagogik an den Universitäten Heidelberg und Mannheim mit dem Magisterabschluss in Geschichte. Er war Referent der Grundordnungsversammlung der Universität Heidelberg (1968/1969) sowie Beauftragter für Studienreform, Evaluation, Qualitätssicherung der Historisch-Philosophischen Fakultät (1969 bis Ende 1973).
Lehraufträge am Institut für Politische Wissenschaft der Universität Heidelberg hatte er von 1973 bis 1976. Danach erfolgte ein Wechsel an die Universität Bielefeld. Er hatte eine Doppelmitgliedschaft sowohl in der Fakultät für Soziologie (Lehrgebiete Bildungs-/Berufssoziologie und Bildungsplanung im Praxisschwerpunkt Wissenschafts- und Bildungsplanung) als auch im dortigen Interdisziplinären Zentrum für Hochschuldidaktik (IZHD), anfangs Aufbaubeauftragter, dann war er periodisch geschäftsführender Direktor dort von 1974 bis 2005. Parallel war er Mitglied des Zentrums für Wissenschaft und Praxis der Universität Bielefeld von 1974 bis 1980.
1979 wurde er an der Fakultät für Soziologie der Universität Bielefeld mit einer Dissertation über “Staat und Hochschulen. Empirie und Theoriebildung am Beispiel Baden-Württemberg” zum Doktor der Sozialwissenschaften promoviert. 1981 hatte er einen Forschungsaufenthalt am Ontario Institute for Studies in Education/University of Toronto (OISE) sowie an der McGill University, Montreal, 1983/84 folgten Forschungsaufenthalte an der Princeton University (New Jersey/USA) und University of New Brunswick (Fredericton/Kanada). In getrennten Verfahren an den Universitäten Bielefeld (1981) und Essen (1994) wurde die Erfüllung sowohl der Berufungsvoraussetzungen in eine Professur für Hochschuldidaktik als auch der für Soziologie festgestellt (jeweilige Habilitationsadäquanz).
Es folgte ein Aufbau und die Leitung der Projektgruppe Hochschulevaluation am IZHD Bielefeld 1991 bis 2005 mit Evaluationen von Lehre, Studium und Forschung an 80 Fachbereichen von Universitäten und Fachhochschulen sowie von kleineren Hochschulen insgesamt in Deutschland. Ab 1991 war Webler geschäftsführender Herausgeber der Zeitschrift “Das Hochschulwesen” bis 2001 im Luchterhand Verlag. Von 1994 bis 1996 war er Vertretung einer Professur für Soziologie (insbes. Bildungs- und Berufssoziologie) an der Universität Essen. Seit 1999 ist er Begründer, Mitglied und zeitweise Leiter des „Interdisziplinären Zentrums für Lehren und Lernen an Hochschulen“, einer gemeinsamen Einrichtung der 7 Universitäten und Akademien in Jaroslawl/Wolga. 2003 kam es zur Verleihung einer Ehrenprofessur an der Staatlichen Pädagogischen Universität in Jaroslawl/Russland. Ab 2005 beteiligte er sich an der Gründung und Leitung des Instituts für Wissenschafts- und Bildungsforschung Bielefeld (IWBB). 2007 erhielt er eine Berufung als Professor of Higher Education an die Universität Bergen in Norwegen. Er ist Gründer und geschäftsführender Gesellschafter des UniversitätsVerlagsWebler (UVW) in Bielefeld seit 2002.

## Forschungsschwerpunkte
- Historische und gegenwärtige Rahmenbedingungen von Bildung und insbesondere Studium; Verhältnis von Staat und Hochschulen.
- Entwicklung der Hochschularten (öffentliche und private Universitäten, Fachhochschulen, Berufsakademien, neuerdings fusionierte Universitäten); Verbindung von Hochschule und Region.
- Lernen in der Hochschule (auch in Form der Forschung), Verknüpfung von Forschung, Lehre, Studium; Gleichwertigkeit von Lehr- und Forschungsleistungen.
- Studienstrukturen und Lernsituationen für die Bildung bzw. Kompetenzentwicklung durch die Studierenden.
- Professionalisierung aller Funktionen in Forschung, Lehre, Wissenschaftsmanagement (auch als Weiterbildungsbedarf), Förderung des Nachwuchses.
- Entwicklung von Konzepten für „Qualität“ in Forschung, Lehre, Studium und Administration und von Strategien zur Qualitätssicherung; Forschungs- und Evaluationsmethoden.

## Sonstige Aktivitäten
Webler war Vorsitzender des Großen Senats der Universität Heidelberg 1969/1970, Mitbegründer und Vorsitzender des Gesamthochschulrates des Landes Baden-Württemberg 1970 bis 1973 und Gründungsmitglied der Sektion Wissenschaftsforschung der Deutschen Gesellschaft für Soziologie (DGS) 1978. 
Er war in der Leitung des Projekts „Sozialgeschichte des Gelehrten Unterrichts von der Antike bis zur Gegenwart“ mit Ausstellungen zur Hochschule im Nationalsozialismus sowie zur Sozialgeschichte des Gelehrten Unterrichts von 1983 bis 1986 tätig. Außerdem war er Sprecher der Sektion Bildung und Erziehung der DGS (1988 bis 1992) und Sprecher der Arbeitsgruppe Hochschulforschung der DGS (1988 bis 1996). Von 1989 bis 2001 war er Mitglied des Bundesvorstandes der Arbeitsgemeinschaft für Hochschuldidaktik (AHD), davon 12 Jahre deren Vorsitzender. 
Außerdem war er Gründungsmitglied beim Aufbau des Weltverbandes „International Consortium for Educational Development in Higher Education (ICED)“ und von 1993 bis 2001 Mitglied in dessen Leitung. 
Als Sachverständiger des DAAD war er für das Phare-Projekt der Europäischen Union „Management and Excellence in Higher Education and High Quality in College Education“ in Litauen 1997 bis 1998 und für das TACIS-Projekt der Europäischen Union „Support for the Strengthening of the Accreditation System in Higher Education in Ukraine“ 1997 bis 1999 tätig. Er bekam auch Kurzeinsätze im Auftrag der GTZ in Simbabwe und Äthiopien zur Weiterbildung von Hochschullehrern in den Jahren 1998, 2007/2009. 1999 bis 2005 gehörte er zur Leitung des Projekts „Ausbildung von Multiplikatoren für Lehrkompetenz an russischen Hochschulen“ (DAAD/Robert Bosch Stiftung) in Jaroslawl/Wolga. 
Von 2005 bis 2008 war er Mitglied der Steuerungsgruppe des EU-Projekts Network of European Tertiary Level Educators (NETTLE) und Koordinator der Themengruppe „Continuing Professional Development (CPD)“. Seit 2007 beteiligt er sich an der jährlichen Veranstaltung des „Hochschulforums Sylt“. 
Er ist Gründer und Mitherausgeber der Zeitschriften „Qualität in der Wissenschaft (QiW)“, „Personal- und Organisationsentwicklung in Einrichtungen von Lehre und Forschung (P-OE)“, „Hochschulmanagement (HM)“, „Zeitschrift für Beratung und Studium (ZBS)“ sowie „Forschung. Politik – Strategie – Management“. Von 2008 bis 2011 war er Mitglied der Jury des Landes Rheinland-Pfalz für die Vergabe der Landespreise für Lehre und Studienreform.
Webler ist Mitglied der Deutschen Gesellschaft für Soziologie (DGS), der Gesellschaft für Hochschulforschung, der Deutschen Gesellschaft für Hochschuldidaktik, der Vereinigung deutscher Wissenschaftler (VDW), der (British) Society for Research into Higher Education (SRHE) und der Deutschen Vereinigung für Politische Wissenschaft (DVPW).